# Trasformazione di Bogoljubov
In fisica teorica, la trasformazione di Bogoljubov (anche detta di Bogoljubov–Valatin) è un isomorfismo dell'algebra delle relazioni canoniche di commutazione o di anticommutazione; questo induce un'autoequivalenza sulle rispettive rappresentazioni. Fu scoperta indipendentemente da Nikolaj Nikolaevič Bogoljubov e da John George Valatin nel 1958 con lo scopo di trovare soluzioni della teoria BCS in un sistema omogeneo. La trasformazione viene spesso usata per diagonalizzare operatori hamiltoniani, il che porta alle soluzioni stazionarie della corrispondente equazione di Schrödinger. La trasformazione di Bogoljubov è anche importante per comprendere l'effetto Unruh, la radiazione di Hawking, effetti di accoppiamento in fisica nucleare, e altri argomenti.
La trasformazione di Bogoljubov è spesso usata per diagonalizzare le hamiltoniane, con una trasformazione corrispondente della funzione di stato. Gli autovalori calcolati con l'hamiltoniana diagonalizzata sulla funzione di stato trasformata sono pertanto sono gli stessi di prima. 

## Esempio con un singolo bosone
Si consideri la relazione di commutazione canonica per gli operatori di creazione e distruzione bosonici nella base armonica.
{\displaystyle \left[{\hat {a}},{\hat {a}}^{\dagger }\right]=1~.}
Si definisca una nuova coppia di operatori
{\displaystyle {\hat {b}}=u{\hat {a}}+v{\hat {a}}^{\dagger }}
{\displaystyle {\hat {b}}^{\dagger }=u^{*}{\hat {a}}^{\dagger }+v^{*}{\hat {a}}~,}
dove u e v sono numeri complessi e il secondo è l'aggiunto del primo.
La trasformazione di Bogoljubov è la trasformazione canonica che manda gli operatori {\displaystyle {\hat {a}}} e {\displaystyle {\hat {a}}^{\dagger }} in {\displaystyle {\hat {b}}} e {\displaystyle {\hat {b}}^{\dagger }}. Per trovare le condizioni sulle costanti u e v tali che la trasformazione sia canonica, si calcola il commutatore, ovvero
{\displaystyle \left[{\hat {b}},{\hat {b}}^{\dagger }\right]=\left[u{\hat {a}}+v{\hat {a}}^{\dagger },u^{*}{\hat {a}}^{\dagger }+v^{*}{\hat {a}}\right]=\cdots =\left(|u|^{2}-|v|^{2}\right)\left[{\hat {a}},{\hat {a}}^{\dagger }\right].}
È quindi evidente che {\displaystyle \,|u|^{2}-|v|^{2}=1} sia la condizione per cui la trasformazione è canonica.
Siccome la forma di questa condizione corrisponde all'identità delle funzioni iperboliche
{\displaystyle \cosh ^{2}x-\sinh ^{2}x=1},
le costanti u e v possono essere parametrizzate come segue:
{\displaystyle u=e^{i\theta _{1}}\cosh r}
{\displaystyle v=e^{i\theta _{2}}\sinh r~.}
Questo viene interpretato come una trasformazione lineare simplettica dello spazio delle fasi. Paragonandola alla decomposizione di Bloch-Messiah, i due angoli {\displaystyle \theta _{1}} e {\displaystyle \theta _{2}} corrispondono alle trasformazioni ortogonali simplettiche (rotazioni) e il fattore di squeezing {\displaystyle r} corrisponde alla trasformazione diagonale.

### Applicazioni
L'applicazione predominante è dello stesso Bogoljubov nel contesto della superfluidità (applicandola all''hamiltoniano di Gross-Pitaevskij, espresso nel formalismo della seconda quantizzazione), dove permette di esprimere la soluzione in termini di quasiparticelle libere (corrispondenti alle eccitazioni collettive del sistema). Tra le altre applicazioni si annoverano le hamiltoniane e le eccitazioni nella teoria dell'antiferromagnetismo. Quando si fanno calcoli di teoria dei campi in spaziotempi curvi la definizione del vuoto cambia ed è possibile una trasformazione di Bogoljubov tra questi diversi vuoti. Questo fatto viene usata per ricavare la radiazione di Hawking. Le trasformazioni di Bogoljubov sono anche spesso usate in ottica quantistica.

## Caso fermionico
Per le relazioni di anticommutazione
{\displaystyle \left\{{\hat {a}},{\hat {a}}\right\}=0,\left\{{\hat {a}},{\hat {a}}^{\dagger }\right\}=1,}
la prima trasformazione di Bogoljubov può solo soddisfare la prima di queste relazioni di anticommutazione quando {\displaystyle uv=0.} Pertanto, l'unica possibilità non banale è {\displaystyle u=0,v=1,} corrispondente allo scambio di particella-antiparticella (o scambio di particella-lacuna in sistemi a molti corpi). Pertanto, per una singola particella, la trasformazione può essere solo implementata (1) per un fermione di Dirac dove si distinguono particelle e antiparticelle o (in confronto con il fermione di Majorana) o (2) per sistemi multi-fermionici, nel quale c'è più di un tipo di fermione.

### Applicazioni
L'applicazione prevalente è ancora dello stesso Nikolaj Bogoljubov, stavolta per la teoria BCS della superconduttività. Il punto dove la necessità di effettuare una trasformata di Bogoljubov diventa ovvia è che nell'approssimazione di campo medio l'hamiltoniana del sistema può essere scritta in entrambi i casi come una somma di termini bilineari negli originali operatori di creazione e distruzione, che coinvolge termini finiti del tipo {\displaystyle \,\langle a_{i}^{+}a_{j}^{+}\rangle }, si deve andare oltre al solito metodo di Hartree-Fock. In particolare, nel formalismo della hamiltoniana di Bogoljubov-de Gennes di campo medio con un termine di accoppiamento superconduttivo come {\displaystyle \Delta a_{i}^{+}a_{j}^{+}+{\textrm {h.c.}}}, gli operatori trasformati secondo Bogoljubov {\displaystyle b,b^{\dagger }} distruggono e creano quasiparticelle (ognuna con energia, quantità di moto e spin ben definiti in una sovrapposizione quantistica di stati di elettrone e lacuna), e hanno coefficienti {\displaystyle u} e {\displaystyle v} dati dagli autovettori della matrice di Bogoljubov-de Gennes. Inoltre in fisica nucleare, questo metodo è applicabile siccome potrebbe descrivere l'"energia di accoppiamento" dei nucleoni in un elemento pesante.

## Esempio a molti modi
Lo spazio di Hilbert in considerazione è dotato di questi operatori, e d'ora in poi descrive un oscillatore armonico quantistico a dimensioni superiori (solitamente infinito-dimensionale).
Lo stato fondamentale della corrispondente hamiltoniana è distrutto da tutti gli operatori di distruzione:
{\displaystyle \forall i\qquad a_{i}|0\rangle =0}
Tutti gli stati eccitati si ottengono come combinazioni lineari dello stato fondamentale eccitato da alcuni operatori di creazione:
{\displaystyle \prod _{k=1}^{n}a_{i_{k}}^{\dagger }|0\rangle }
Si potrebbero ridefinire gli operatori di creazione e distruzione con una trasformazione lineare:
{\displaystyle a'_{i}=\sum _{j}(u_{ij}a_{j}+v_{ij}a_{j}^{\dagger })}
dove i coefficienti {\displaystyle \,u_{ij},v_{ij}} devono sottostare a certe condizioni per garantire che gli operatori di distruzione e gli operatori di creazione {\displaystyle a_{i}^{\prime \dagger }}, definiti dall'equazione hermitiana coniugata, soddisfino le stesse relazioni di commutazione per i bosoni o di anticommutazione per i fermioni.
L'equazione di cui sopra definisce la trasformazione di Bogoljubov degli operatori.
Lo stato fondamentale distrutto dai tutti i {\displaystyle a'_{i}} è diverso dallo stato fondamentale originale {\displaystyle |0\rangle }. Possono essere anche definite come stati coerenti spremuti. La funzione d'onda BCS è un esempio di stato coerente spremuto dei fermioni.